# Blenio
Blenio es una comuna suiza del cantón del Tesino, ubicada en el distrito de Blenio, círculo de Olivone. Limita al norte con las comunas de Medel (Lucmagn) (GR) y Vrin (GR), al este con Vals (GR) y Hinterrhein (GR), al sur con Malvaglia y Acquarossa, y al oeste con Faido, Calpiogna, Mairengo, Osco y Quinto.
La comuna de Blenio es el resultado de la fusión el 22 de octubre de 2006 de las comunas de Aquila, Campo (Blenio), Ghirone, Olivone y Torre. Al perder su estatus de comunas, estos lugares se convierten en localidades de la comuna de Blenio. 